# Der tödliche Schwarm
Der tödliche Schwarm (Originaltitel: The Swarm) ist ein US-amerikanischer Tierhorrorfilm von 1978. Irwin Allen produzierte ihn und führte auch Regie, das Drehbuch schrieb Stirling Silliphant nach dem Roman Mörder-Bienen von Arthur Herzog und die Filmmusik komponierte Oscar-Gewinner Jerry Goldsmith. Kinostart in Deutschland war der 14. September 1978.

## Handlung
Ein riesiger Schwarm afrikanischer Killerbienen tötet die Crew einer amerikanischen Raketenbasis in Texas. Dieses beunruhigende Ereignis ruft den renommierten Insektenforscher Brad Crane auf den Plan, der sofort die Behörden informiert. Aber die sind der festen Überzeugung, die Lage unter Kontrolle zu haben, und nehmen seine Warnungen daher nicht weiter ernst. So nimmt sich Crane selbst der Sache an und stellt ein Team von Experten zusammen, das nach einer Möglichkeit suchen soll, die Bienen zu vernichten. Aber alle ihre Versuche scheitern. Erst, als die Bienen die Kleinstadt Marysville angreifen und anschließend Kurs auf Houston nehmen entschließt sich das Militär, Crane und seinem Team bei der Vernichtung der Killerbienen zu helfen. Aber auch mit Unterstützung des US-Militärs gelingt es einfach nicht, der Bienenplage Herr zu werden: Hubschrauber, Züge und sogar Kernkraftwerke – nichts und niemand ist vor den todbringenden Insekten sicher und als diese schließlich Houston angreifen, welches aber noch rechtzeitig evakuiert wurde, bleibt dem Militär nichts anderes übrig, als die Stadt niederzubrennen. Als der Kampf schon verloren scheint, wendet sich doch noch das Blatt: Dr. Crane findet durch Zufall heraus, dass die Killerbienen durch die Schwingungsfrequenzen der Raketenbasis erst nach Texas gelockt worden waren. Nun will er mit demselben Trick die Bienen wieder aus Houston hinaus locken. Der Plan gelingt: Die Bienen verlassen Houston und fliegen aufs offene Meer, wo der Schwarm schließlich über einer in Brand gesetzten Öllache endgültig vernichtet wird.

## Hintergrund
Nachdem Regisseur Irwin Allen mit Flammendes Inferno eine wahre Flut von Katastrophenfilmen ausgelöst hatte, versuchte er mit dieser drei Jahre später entstandenen Mischung aus Katastrophenfilm und Bienenhorror seinen nächsten Kassenschlager zu landen, was ihm aber gründlich misslang. Der Film war trotz seines großen Staraufgebots (sieben Oscargewinner: Michael Caine, Olivia De Havilland, Ben Johnson, Lee Grant, Jose Ferrer, Patty Duke und Henry Fonda) und seines enormen Aufwands ein Flop an den Kinokassen: von den geschätzten 21 Millionen Dollar Produktionskosten spielte Der tödliche Schwarm in
den USA gerade einmal die Hälfte wieder ein.
Aufgrund der schlechten Einspielergebnisse und vieler sehr negativer Kritiken wollte Regisseur und Produzent Irwin Allen
später nie wieder auf den Film angesprochen werden.
Bei den Bienenszenen kamen neben Trickaufnahmen teilweise auch echte Bienen zum Einsatz.
Im Kino der (fiktiven) Kleinstadt "Marysville", in der der größte Teil der Handlung des Films spielt, läuft
Irwin Allens "Flammendes Inferno".
Die Firma Plaion Pictures veröffentlichte Der tödliche Schwarm als zehnten Teil der Reihe Creature Feature am 5. September 2024 in Deutschland erstmals auf DVD und Blu-ray-Disc.

## Kritik
„Horror auf der Welle der Killer-Tierfilme. Trotz bemerkenswerter Tricktechnik und einiger guter Szenen insgesamt doch nur mittelmäßiger Kintopp, begrenzt reizvoll durch die Auftritte berühmter Schauspieler-‚Veteranen‘.“

## Auszeichnungen
Der Film erhielt eine Oscar-Nominierung in der Kategorie Bestes Kostümdesign.